# 2012년 하계 올림픽 육상 여자 400m 이어달리기
제30회 하계 올림픽 육상 여자 400m 이어달리기 경기는 2012년 8월 9-10일 영국 런던 올림픽 경기장에서 열렸다.